# Opiniones religiosas de Thomas Jefferson

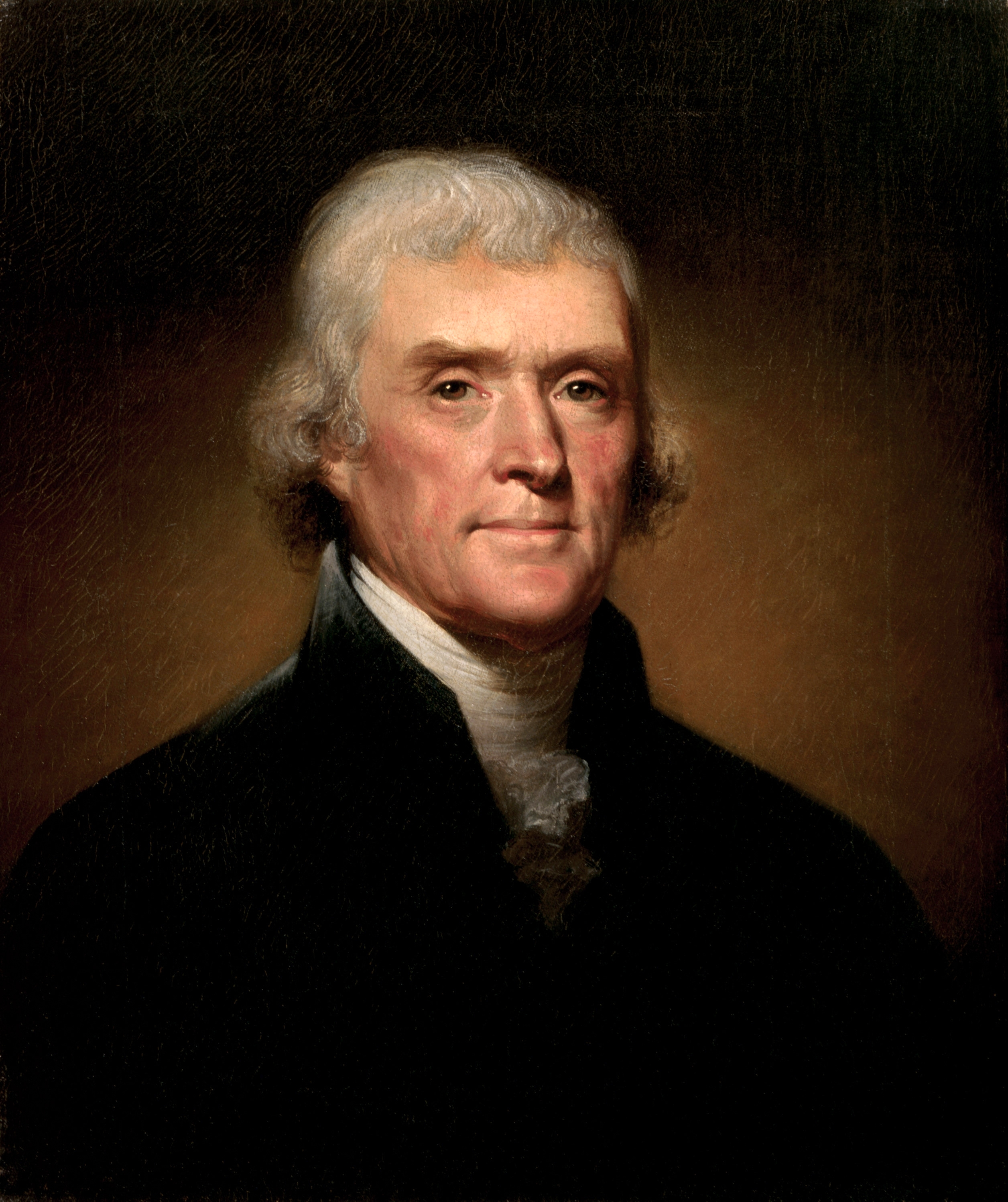
Retrato de Thomas Jefferson por Rembrandt Peale en 1800

Las opiniones religiosas de Thomas Jefferson divergían ampliamente del tradicional cristianismo de su época. A lo largo de su vida, Jefferson estuvo intensamente interesado en la teología, y la moralidad.
Jefferson estaba más cómodo con el deísmo, la religión racional y el racionalismo teísta y unitarismo. Simpatizaba y en general estaba de acuerdo con los preceptos «morales» del cristianismo. Consideró que las enseñanzas de Jesús tienen "el código moral más sublime y benevolente que jamás se haya ofrecido al hombre". Sin embargo, sostuvo que las enseñanzas puras de Jesús parecían haber sido apropiadas por algunos de los primeros seguidores de Jesús, lo que resultó en una Biblia que contenía tanto "diamantes" de sabiduría como el "estiércol" de las agendas políticas antiguas.
Jefferson sostuvo "reconocer y adorar una providencia predominante" (como en su primer discurso inaugural). Fue importante y en su segundo discurso inaugural, expresó la necesidad de ganar "el favor de ese Ser en cuyas manos estamos, que guió a nuestros padres, como a Israel de antaño". Aun así, junto con James Madison, Jefferson llevó a cabo una campaña larga y exitosa contra el apoyo financiero estatal a las iglesias en Virginia. Jefferson también acuñó la frase "muro de separación entre la iglesia y el estado" en su  Carta a los bautistas de Danbury - 1 de enero de 1802. Durante su campaña de 1800 para la presidencia, Jefferson incluso tuvo que lidiar con críticos que argumentaron que no era apto para ocupar el cargo debido a la incomodidad con sus creencias religiosas "poco ortodoxas".
En una carta a John Adams fechada el 22 de agosto de 1813, Jefferson nombró a Joseph Priestley (un unitario inglés que se mudó a América) y a Conyers Middleton (un deísta inglés) como sus inspiraciones religiosas.
Jefferson usó ciertos pasajes del Nuevo Testamento para componer  La vida y la moral de Jesús de Nazaret (la "Biblia de Jefferson"), que excluía cualquier milagro hecho por Jesús y enfatizó su mensaje moral. Aunque a menudo expresó su oposición a muchas prácticas del clero y a muchas doctrinas cristianas populares específicas de su época, Jefferson expresó repetidamente su admiración por Jesús como un maestro "moral" y se refirió constantemente a sí mismo como cristiano (aunque siguiendo su propio tipo único de cristianismo) a lo largo de su vida. Jefferson se opuso al Calvinismo, Trinitarismo, y los identificó como elementos platónicos en el cristianismo. En cartas privadas, Jefferson también se describió a sí mismo como suscriptor a otras ciertas filosofías, además de ser cristiano. En estas cartas se describió a sí mismo como también un " epicúreo" (1819), un "materialista del siglo XIX" (1820), un "Unitario por mí mismo" (1825), 
y "una secta de mí mismo" (1819).
Tras el desestablecimiento de la religión en Connecticut, le escribió a John Adams: "Me uno a ustedes, por lo tanto, en sinceras felicitaciones por el hecho de que esta guarida del sacerdocio se ha roto por fin, y que un Papa protestante ya no es una desgracia a la historia y el carácter estadounidenses ".

## Asistencia a la iglesia
Jefferson se crio en la Iglesia de Inglaterra en un momento en que era la  iglesia establecida en Virginia y la única denominación financiada con dinero de impuestos de Virginia. Antes de la Revolución, las parroquias eran unidades de gobierno local, y Jefferson sirvió como un miembro de la junta parroquial, un puesto administrativo laico en su parroquia local. Cualificaciones para ocupar cargos públicos en todos los niveles, a la que Jefferson elegido en 1769  requerían afiliación a la religión estatal actual y el compromiso de no expresar disentimiento ni hacer nada que no se ajustara a la doctrina de la iglesia. Jefferson contaba al clero entre sus amigos, y contribuyó económicamente a la Iglesia Anglicana a la que asistía regularmente.
Después de la Revolución, se desestableció la Iglesia de Inglaterra en América. Se reorganizó como la Iglesia Episcopal en América (Iglesia Episcopal en los Estados Unidos de América). Margaret Bayard Smith, cuyo  esposo era un amigo cercano de Jefferson, registra que durante el primer invierno de la presidencia de Jefferson "asistía regularmente al servicio" el domingo en una pequeña iglesia episcopal, por respeto al culto público. Esta era la única iglesia en la ciudad, con la excepción de una pequeña capilla católica. Un año después de su inauguración, Jefferson comenzó a asistir a los servicios de la iglesia en la Cámara de Representantes, una costumbre que aún no había comenzado mientras era vicepresidente, y que presentaba predicadores de todas las sectas y denominaciones cristianas.
Henry S. Randall, el único biógrafo al que se le permitió entrevistar a la familia inmediata de Jefferson, registró que Jefferson "asistía a la iglesia con tanta regularidad como la mayoría de los miembros de la congregación, a veces yendo solo a caballo, cuando su familia se quedaba en casa y "que también" contribuyó libremente a al desarrollo de iglesias cristianas, dio dinero a sociedades bíblicas y otros objetos religiosos, y fue un liberal y contribuyente habitual al apoyo del clero. Se conservan cartas suyas en las que exhorta, con respetuosa delicadeza, a la aceptación de aportaciones extraordinarias y no solicitadas, al párroco de su parroquia, en ocasiones de expensas a este último, como la construcción de una casa ".
En años posteriores, Jefferson se negó a servir como padrino de los bebés bautizados, porque no creía en el dogma de la Trinidad. A pesar del testimonio de la asistencia a la iglesia de Jefferson, no hay evidencia de que alguna vez haya sido confirmado o haya sido un comulgante.

## Jefferson y el deísmo

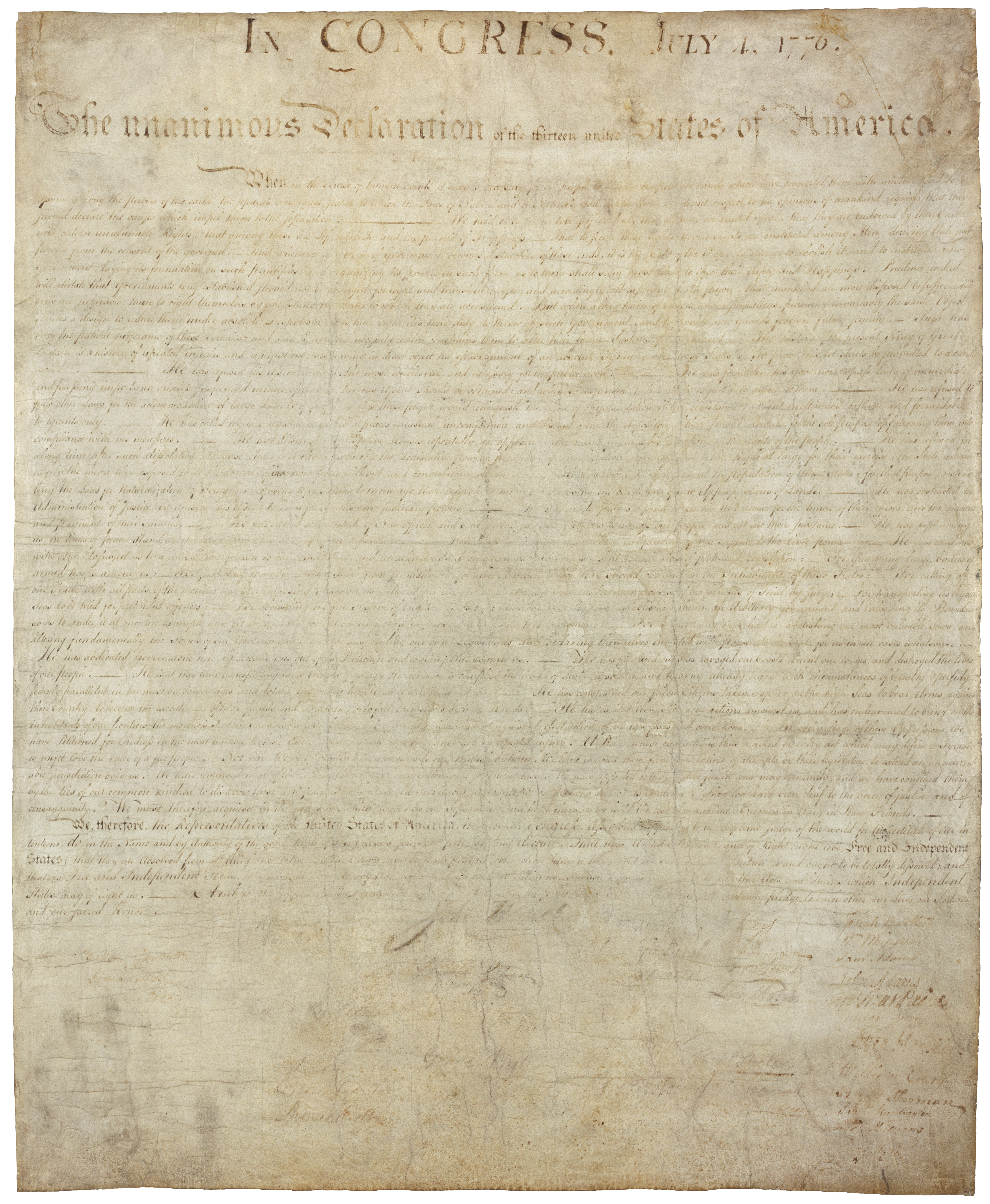
La Declaración de Independencia

En 1760, a los 16 años, Jefferson ingresó al College of William & Mary en  Williamsburg, y durante dos años estudió matemáticas, metafísica y filosofía con el profesor William Small . Introdujo al entusiasta Jefferson a los escritos de los empiristas británicos , incluidos John Locke, Francis Bacon e Isaac Newton.
Los biógrafos de Jefferson dicen que fue influenciado por el Deísmo mientras estuvo en William & Mary, particularmente por  Bolingbroke.
Frases como "Dios de la naturaleza", que Jefferson usó en la  Declaración de Independencia, son típicas del deísmo, aunque también fueron utilizadas en ese momento por pensadores no deístas, como  Francis Hutcheson. Además, era parte del pensamiento romano sobre la ley natural, y Jefferson fue influenciado por leer Cicerón sobre este tema.
La mayoría de los deístas negaron los conceptos cristianos de milagros y la Trinidad. Aunque tuvo un estima de toda la vida por las enseñanzas morales de Jesús, Jefferson no creía en los milagros ni en la divinidad de Jesús. En una carta a Rieux en 1788, rechazó una solicitud para actuar como padrino, diciendo que no había podido aceptar la doctrina de la Trinidad "desde una parte muy temprana de mi vida". En una carta de 1820 a su amigo cercano  William Short, Jefferson declaró, "no se debe entender que estoy con él (Jesús) en todas sus doctrinas. Soy un Materialista; se pone del lado del Espiritismo; predica la eficacia del arrepentimiento hacia el perdón del pecado; necesito un contrapeso de buenas obras para redimirlo ". En 1824, cuatro años después, Jefferson había cambiado de opinión sobre el "materialismo" de Jesús, aclarando entonces que "... el fundador de nuestra religión, era indiscutiblemente un materialista en cuanto al hombre".
Jefferson estaba directamente relacionado con el deísmo en los escritos de algunos de sus contemporáneos. La viuda de Patrick Henry escribió en 1799: "Ojalá el Grate Jefferson y todos los héroes del partido deísta pudieran haber visto a mi ... esposo pagar su última deuda con la naturaleza". Avery Dulles, un destacado teólogo católico, afirma que mientras estaba en el College of William & Mary, "bajo la influencia de varios profesores, Jefferson se convirtió a la filosofía deísta". Dulles concluye:
En resumen, Jefferson era un deísta porque creía en un solo Dios, en la divina providencia, en la ley moral divina y en las recompensas y castigos después de la muerte; pero no creía en la revelación sobrenatural. Era un deísta cristiano porque veía al cristianismo como la máxima expresión de la religión natural y a Jesús como un incomparable gran maestro moral. No era un cristiano ortodoxo porque rechazaba, entre otras cosas, las doctrinas de que Jesús era el Mesías prometido y el Hijo de Dios encarnado. La religión de Jefferson es bastante típica de la forma estadounidense de deísmo en su época. Dulles está de acuerdo con el historiador Stephen Webb, quien afirma que las frecuentes referencias de Jefferson a la "Providencia" indican su deísmo, ya que "la mayoría de los deístas del siglo XVIII creían en la providencia".
Si bien muchos biógrafos, así como algunos de sus contemporáneos, han caracterizado a Jefferson como un deísta, los historiadores y eruditos no han encontrado tal autoidentificación en los escritos sobrevivientes de Jefferson. En una carta de 1803 a Priestley, Jefferson alaba a Jesús por una forma de deísmo.
Expresó ideas similares en una carta de 1817 a John Adams.
En una carta a Adams fechada el 22 de agosto de 1813, Jefferson escribió que:

Tiene razón al suponer, en uno de los suyos, que yo no había leído mucho sobre la predestinación de Priestley, su sistema sin alma o su controversia con Horsley. Pero he leído sus corrupciones del cristianismo y las primeras opiniones de Jesús, una y otra vez; y me apoyo en ellos, y en los escritos de Middleton, especialmente en sus cartas desde Roma y a Waterland, como base de mi propia fe. Estos escritos nunca han sido contestados, ni pueden ser contestados, citando pruebas históricas, como lo han hecho. Pues estos hechos, por tanto, me aferro a su saber, tan superior al mío.

## Desestablecimiento de la religión en Virginia

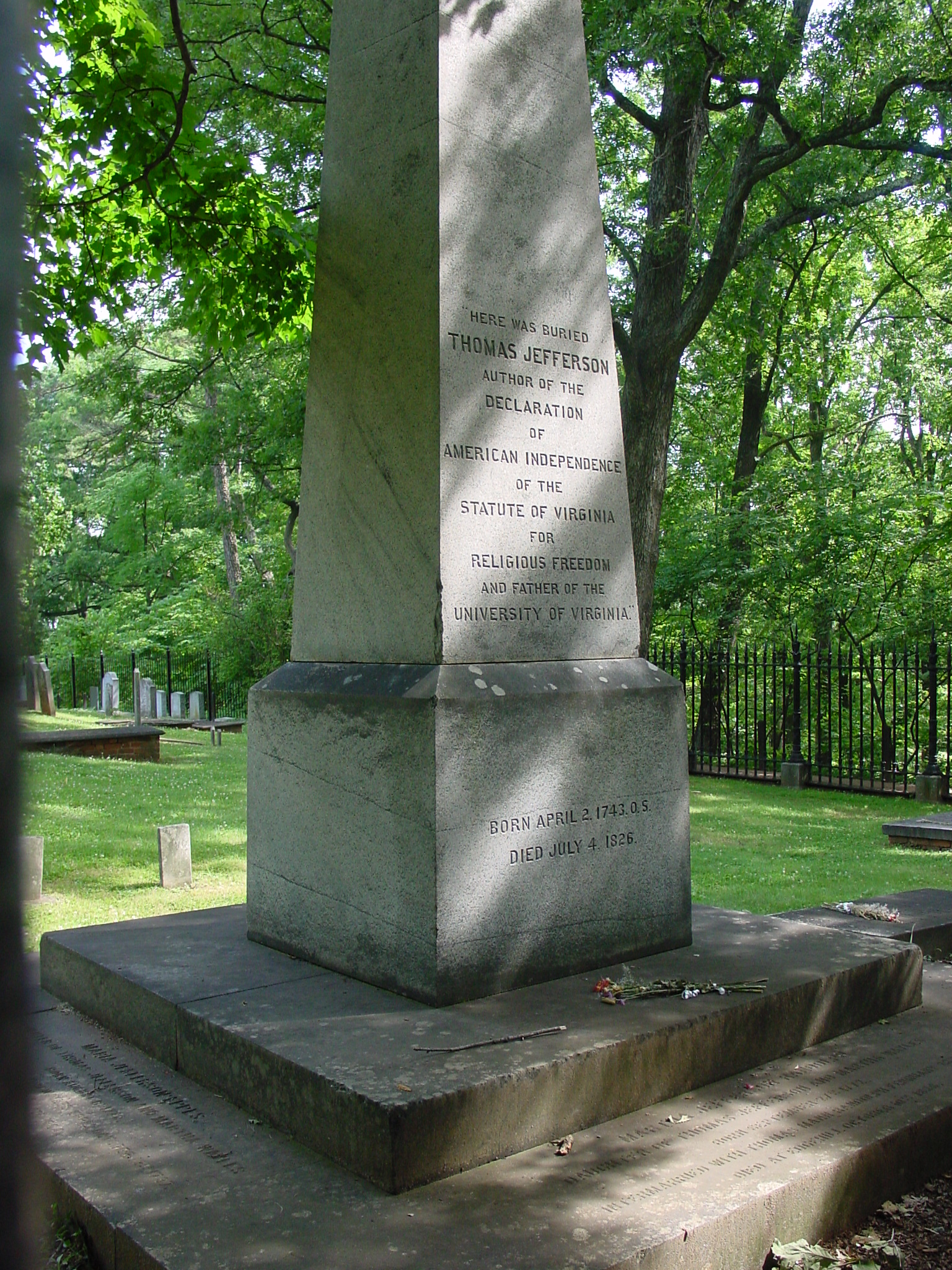
Lápida de Jefferson. La inscripción, como él estipuló, dice "Aquí fue enterrado Thomas Jefferson, autor de la Declaración de Independencia de los Estados Unidos, del Estatuto de Virginia para la Libertad Religiosa y padre de la Universidad de Virginia."

Para Jefferson, la separación de la iglesia y el estado era una reforma necesaria de la tiranía religiosa por la cual una religión recibía el respaldo del estado, y a los que no eran de esa religión se les negaban derechos e incluso se les castigaba.
Después de la Revolución, Jefferson jugó un papel de liderazgo en la disolución de la religión en Virginia. Anteriormente, como iglesia estatal establecida, la Iglesia Anglicana recibía apoyo fiscal y nadie que no fuera anglicano podía ocupar un cargo. Las iglesias presbiteriana, bautista y metodista no recibieron apoyo fiscal. Como escribió Jefferson en sus Notas sobre Virginia, la ley colonial prerrevolucionaria sostenía que "si una persona educada como cristiana niega el ser de un Dios o la Trinidad... es castigado por la primera infracción con incapacidad para ocupar cualquier cargo ".
En 1779, Jefferson propuso "El Estatuto para la Libertad Religiosa de Virginia", que fue adoptado en 1786. Su objetivo era la separación completa de la iglesia y el estado; declaró que las opiniones de los hombres estaban fuera de la jurisdicción del magistrado civil. Afirmó que la mente no está sujeta a coerción, "que nuestros derechos civiles no dependen de las opiniones religiosas" y que las opiniones de los hombres no son asunto del gobierno civil. Con el tiempo, esta se convirtió en una de las cartas de libertad estadounidenses.  Esta declaración elevada de la libertad de la mente fue aclamada en Europa como "un ejemplo de sabiduría legislativa y liberalidad nunca antes conocido".

De 1784 a 1786, Jefferson y James Madison trabajaron juntos para oponerse a los intentos de Patrick Henry de evaluar los impuestos generales en Virginia para apoyar a las iglesias. En 1786, la Asamblea General de Virginia aprobó el Proyecto de Ley para la Libertad Religiosa de Jefferson, que había presentado por primera vez en 1779. Fue uno de los únicos tres logros que puso en su epitafio. La ley decía: 
 "Ningún hombre será obligado a frecuentar o apoyar ningún culto, lugar o ministerio religioso de ningún tipo, ni será forzado, restringido, molestado o agobiado en su cuerpo o bienes, ni sufrirá de otra manera, en cuenta de sus opiniones o creencias religiosas; pero que todos los hombres serán libres de profesar, y mediante argumentos para mantener, sus opiniones en materia de religión, y que las mismas no disminuirán, ampliarán o afectarán en modo alguno sus capacidades civiles".

En sus "Notas sobre el estado de Virginia" de 1787, Jefferson declaró: 
 "Millones de hombres, mujeres y niños inocentes, desde la introducción del cristianismo, han sido quemados, torturados, multados y encarcelados. ¿El efecto de esta coerción? Hacer que la mitad del mundo sea tonto y la otra mitad hipócrita; apoyar la picardía y el error en toda la tierra ... Nuestros estados hermanos de Pensilvania y Nueva York, sin embargo, han subsistido durante mucho tiempo sin ningún establecimiento en absoluto... El experimento era nuevo y dudoso cuando lo hicieron. Ha respondido más allá de la concepción. Florecen infinitamente. La religión está bien sustentada; de varios tipos, de hecho, pero todo lo suficientemente bueno; todo suficiente para preservar la paz y el orden: o si una secta surge, cuyos principios subvertirían la moral, el buen sentido tiene juego limpio, y lo razona y se ríe al aire libre, sin que el estado se preocupe por ello. No cuelgan más malhechores que nosotros. No están más turbados con los disensiones, al contrario, su armonía es incomparable y no puede atribuirse a nada más que a su tolerancia ilimitada, porque no hay otra circunstancia en la que difieran de todas las naciones de la tierra. Han hecho el feliz descubrimiento de que la manera de silenciar las disputas religiosas es ignorarlas. Démosle también a este experimento un juego limpio y librémonos, mientras podamos, de esas leyes tiránicas".

## Acusaciones de ser infiel
Durante la campaña presidencial de 1800, el Palladium de Nueva Inglaterra escribió: "Si el infiel Jefferson es elegido para la presidencia, el sello de la muerte es ese momento puesto en nuestra santa religión, nuestras iglesias serán postradas, y alguna "prostituta" infame, bajo el título de diosa de la razón, presidirá en los santuarios ahora dedicados al culto del Altísimo ".
Federalistas atacaron a Jefferson como un "ateo aullador" e infiel, alegando que su atracción por el extremismo religioso y político de la Revolución francesa lo descalificaba para un cargo público.
En ese momento, llamar infiel a una persona podía significar varias cosas, incluido que no creía en Dios. Fue una acusación comúnmente dirigida a los deístas, aunque creen en una deidad. También estaba dirigido a aquellos que se pensaba que estaban dañando la fe cristiana en la que fueron criados.
Aunque se opuso a las instituciones de la religión organizada, Jefferson expresó constantemente su fe en Dios. Por ejemplo, invocó la noción de justicia divina en 1782 en su oposición a la esclavitud, e invocó a la divina Providencia en su segundo discurso inaugural.
Jefferson no rehuyó cuestionar la existencia de Dios. En una carta de 1787 a su sobrino y pupilo, Peter Carr, que estaba en la escuela, Jefferson ofreció el siguiente consejo:

Fija a la Razón firmemente en su asiento y llama a su tribunal cada hecho, cada opinión. Cuestiona con audacia incluso la existencia de un Dios; porque, si lo hay, debe aprobar más el homenaje a la razón que al miedo con los ojos vendados... No se asuste de esta investigación por ningún temor a sus consecuencias. Si termina en la creencia de que no hay Dios, encontrará incitaciones a la virtud en el consuelo y el placer que siente en su ejercicio y en el amor a los demás que le proporcionará. Jefferson Works, vol. V., pág. 322

Después de la campaña de 1800, Jefferson se mostró más reacio a que sus opiniones religiosas fueran discutidas en público. A menudo agregaba solicitudes al final de cartas personales en las que se hablaba de religión para que sus corresponsales fueran discretos con respecto a su contenido.

## Separación de iglesia y estado
Jefferson buscó lo que llamó un "muro de separación entre la Iglesia y el Estado", que creía que era un principio expresado por la Primera Enmienda de la Constitución de los Estados Unidos. La frase de Jefferson ha sido citada varias veces por la Corte Suprema en su interpretación de la Cláusula de establecimiento, incluso en casos como  Reynolds v. Estados Unidos  (1878),  Everson v. Junta de Educación  (1947) y [McCollum v. Junta de Educación (1948).
En una carta de 1802 a la Asociación Danbury, escribió:

Creyendo contigo que la religión es un asunto que radica únicamente entre el hombre y su Dios, que no debe rendir cuentas a nadie más por su fe o su culto, que los poderes legislativos del gobierno sólo alcanzan acciones y no opiniones, lo contemplo con soberana reverencia. Ese acto de todo el pueblo estadounidense que declaró que su legislatura debería "no hacer ninguna ley que respete el establecimiento de una religión, o que prohíba el libre ejercicio de la misma", construyendo así un  muro de separación entre la Iglesia y el Estado.

En Jefferson del 4 de marzo de 1805, Borradores del discurso de la segunda inauguración, declaró:

En materia de religión, he considerado que su libre ejercicio se sitúa por la constitución independiente de los poderes del gobierno general. Por tanto, en ninguna ocasión me he comprometido a prescribir los ejercicios religiosos que le convienen; pero los han dejado, como los estableció la constitución, bajo la dirección y disciplina de autoridades estatales o eclesiásticas reconocidas por las diversas sociedades religiosas.

Con respecto a la elección de algunos gobiernos de regular la religión y el pensamiento, Jefferson declaró:

Los poderes legítimos del gobierno se extienden a los actos sólo cuando son perjudiciales para otros. Pero no me hace daño si mi vecino decide decir que hay veinte dioses o ningún dios. No me roba el bolsillo ni me rompe la pierna.

A partir de esta afirmación, Jefferson creía que la relación del Gobierno con la Iglesia debería ser indiferente, sin que la religión fuera perseguida ni concedida un estatus especial.

Si algo pasa en una reunión religiosa de forma sediciosa y contraria a la paz pública, que sea castigado de la misma manera y no de otra manera como había sucedido en una feria o mercado.

Aunque lo hizo como gobernador de Virginia, durante su presidencia, Jefferson se negó a emitir proclamas pidiendo días de oración y acción de gracias. En una carta a Samuel Miller fechada el 23 de enero de 1808, Jefferson declaró:

Pero solo se propone que recomiende, no prescriba, un día de ayuno y oración.

Sin embargo, en Notas sobre el estado de Virginia, Jefferson apoyó "una misión perpetua entre las tribus indígenas" de la institución cristiana  Brafferton, al menos en interés de la antropología,
Como presidente, aprobó el apoyo financiero para un sacerdote y una iglesia para los indios Kaskaskia, que en ese momento ya estaban cristianizados y bautizados. Edwin Gaustad escribió que se trataba de un movimiento político pragmático destinado a estabilizar las relaciones con las tribus indias.
Jefferson también afirmó públicamente "reconocer y adorar una providencia dominante" por parte de la nación en su primer discurso inaugural,
y en su Segundo Discurso Inaugural expresó su necesidad de "el favor de ese Ser en cuyas manos estamos, que guió a nuestros padres, como Israel de antaño", y así pidió a la nación "que se uniera en súplicas" con él a Dios.
En una carta escrita a Mordecai Manuel Noah en 1818, Jefferson escribió que Estados Unidos era único porque ponía a todas las sectas religiosas "en pie de igualdad". Esto aseguró que ninguna religión individual tuviera el dominio patrocinado por el estado sobre ninguna otra. Sin embargo, el estado no podía hacer mucho; en la misma carta, dijo que corresponde a los individuos comportarse con tolerancia religiosa hacia sus vecinos.

## Jefferson, Jesús y la Biblia
Los puntos de vista de Jefferson sobre Jesús y la Biblia fueron mixtos, pero progresivamente se alejaron de lo que se consideraba y se considera en gran parte ortodoxo en el cristianismo. Jefferson declaró en una carta en 1819: "Usted dice que es calvinista. Yo no lo soy. Soy de una secta por mí mismo, hasta donde yo sé". También rechazó la idea de la divinidad de Cristo, pero como le escribió a William Short el 31 de octubre de 1819, estaba convencido de que las enseñanzas fragmentarias de Jesús constituían "los contornos de un sistema de la moralidad más sublime que jamás haya caído de los labios del hombre".
Por un lado Jefferson afirmó: "Todos estamos de acuerdo en la obligación de los preceptos morales de Jesús, y en ningún lugar se encontrarán entregados con mayor pureza que en sus discursos". que estaba "sinceramente apegado a sus doctrinas con preferencia a todas las demás", y que "las doctrinas de Jesús son sencillas y tienden todas a la felicidad del hombre". Sin embargo, Jefferson consideró que gran parte del Nuevo Testamento de la Biblia era falso. En una carta a William Short en 1820, Jefferson describió muchos pasajes bíblicos como "tanta falsedad, charlatanería e impostura". En la misma carta, Jefferson declara que describe a  Pablo como el "primer corruptor de las doctrinas de Jesús".
Jefferson también negó la inspiración divina del Libro del Apocalipsis, describiéndolo a Alexander Smyth en 1825 como "simplemente los desvaríos de un maníaco, no más digno ni capaz de explicación que las incoherencias de nuestros propios sueños nocturnos ".
En 1803 Jefferson compuso un "Programa de una estimación del mérito de las doctrinas de Jesús" de los méritos comparativos del cristianismo, después de haber leído el panfleto "Sócrates y Jesús comparados" por el Unitario ministro Dr. Joseph Priestley. En este breve trabajo, Jefferson afirma que las "doctrinas morales de Jesús, relativas a parientes y amigos, eran más puras y perfectas que las de los filósofos más correctos, y mucho más que las de los judíos", pero afirma que "solo fragmentos de lo que entregó nos ha llegado mutilado, mal expresado y, a menudo, ininteligible "y que" la cuestión de que él sea miembro de la Deidad, o que esté en comunicación directa con ella, le reclamaba algunos de sus seguidores, y negado por otros, es ajeno al punto de vista actual, que es simplemente una estimación del mérito intrínseco de sus doctrinas ". Dejó que sólo unos pocos lo vieran, incluidos Benjamin Rush en 1803 y William Short en 1820. Cuando Rush murió en 1813, Jefferson pidió a la familia que le devolviera el documento.
En 1804, Jefferson comenzó a reconstruir su propia versión de los Evangelios de los cuales omitió el nacimiento virginal de Jesús, milagros atribuidos a Jesús,  la divinidad, y la resurrección de Jesús entre muchas otras enseñanzas y eventos. Conservó principalmente la filosofía moral de Jesús, que aprobó, y también incluyó la Segunda Venida, un juicio futuro, el cielo, el infierno y algunos otros eventos sobrenaturales. Esta compilación se completó alrededor de 1820, pero Jefferson no hizo públicas estas obras, reconociendo la existencia de "La vida y la moral de Jesús de Nazaret" sólo a unos pocos amigos. Este trabajo fue
publicado después de su muerte y se hizo conocido como la  Biblia de Jefferson.

## Anticlericalismo, anticatolicismo y anticalvinismo
Aunque Jefferson sí incluyó a algunos clérigos protestantes entre sus amigos, y aunque de hecho donó dinero en apoyo de algunas iglesias, su actitud hacia los clérigos protestantes como grupo y hacia la Iglesia católica en su conjunto fue una de extrema aversión. La residencia de Jefferson en Francia justo antes de la Revolución Francesa lo dejó profundamente desconfiado de los sacerdotes católicos y los obispos, considerándolos una fuerza de reacción e ignorancia. Su posterior envío privado. Las cartas indicaban que desconfiaba de la interferencia excesiva del clero católico en asuntos de gobierno civil. Escribió en cartas: "Creo que la historia no proporciona ningún ejemplo de un pueblo dominado por sacerdotes que mantenga una libertad civil gobierno"  y "en todos los países y en todas las épocas, el sacerdote ha sido hostil a la libertad. Siempre está en alianza con el  déspota, instigando sus abusos a cambio de protección para los suyos".
En 1817 le escribió a John Adams:

El sacerdocio cristiano, al encontrar las doctrinas de Cristo niveladas a todo entendimiento y demasiado claras para necesitar explicación, vio, en los misticismos de Platón, materiales con los que podrían construir una estructura artificial un sistema que podría, por su indiferencia, admitir una controversia eterna, dar empleo a su orden e introducirlo en beneficio, poder y preeminencia. Las doctrinas que fluyeron de los labios del mismo Jesús son dentro de la comprensión de un niño; pero miles de volúmenes aún no han explicado los platonismos injertados en ellos: y por esta razón obvia nunca se puede explicar esa tontería.

En una carta de 1820 a  William Short, Jefferson escribió: "Los enemigos serios son los sacerdotes de las diferentes sectas religiosas, a cuyos hechizos sobre la mente humana hizo ominoso."
Jefferson se opuso intensamente al calvinismo. Nunca dejó de denunciar el "absurdo blasfemo del  cinco puntos de Calvino", escribiendo tres años antes de su muerte a John Adams, "Su religión (Calvino) era el demonismo. Si alguna vez el hombre adoró a un Dios falso, lo hizo. El ser descrito en sus cinco puntos es... un demonio de espíritu maligno. Sería más perdonable no creer en ningún Dios, que a blasfemarlo con los atroces atributos de Calvino ".

## Priestley y el unitarismo
Jefferson expresó un acuerdo general con el Unitarismo, que, como el deísmo, rechazó la doctrina de la Trinidad. Jefferson nunca se unió a una iglesia unitaria, pero asistió a los servicios unitarios mientras estaba en Filadelfia. Su amigo Joseph Priestley era el ministro. Jefferson mantuvo correspondencia sobre asuntos religiosos con numerosos unitarios, entre ellos Jared Sparks (ministro unitario, historiador y presidente de Harvard), Thomas Cooper, Benjamin Waterhouse y John Adams. En una carta de 1822 a Benjamin Waterhouse escribió: "Me regocijo de que en este bendito país de libre investigación y fe, que no ha entregado su conciencia a reyes ni a sacerdotes, la genuina doctrina de un solo Dios está reviviendo, y Confío en que no hay un joven que viva ahora en los Estados Unidos que no muera unitario ".
Jefferson nombró las enseñanzas de Joseph Priestley y Conyers Middleton (un clérigo inglés que cuestionó los milagros y la revelación, enfatizando el papel del cristianismo como pilar del orden social) como la base de su propia fe. Se hizo amigo de Priestley, que vivía en Filadelfia. En una carta a John Adams fechada el 22 de agosto de 1813, Jefferson escribió:

Tiene usted razón al suponer, en uno de los suyos, que yo no había leído mucho sobre «Predestinación» de Priestley, su sistema sin alma o su controversia con Horsley. Pero he leído su   Corruptions of Christianity , y  Primeras opiniones de Jesús , una y otra vez; y me apoyo en ellos, y en los escritos de Middleton, especialmente en sus "Cartas desde Roma" y "A Waterland", como base de mi propia fe. Estos escritos nunca han sido contestados, ni pueden responderse citando pruebas históricas, como lo han hecho. Por estos hechos, por tanto, me aferro a su saber, tan superior al mío.

Jefferson continuó expresando sus fuertes objeciones a las doctrinas del nacimiento virginal, la divinidad de Jesús y la Trinidad. En una carta a Adams (11 de abril de 1823), Jefferson escribió: "Y llegará el día en que la generación mística de Jesús, por el Ser Supremo como Su Padre, en el vientre de una virgen, será clasificada con la fábula de la generación de Minerva en el cerebro de Júpiter."
En una carta de 1821 escribió:

Nadie ve con mayor placer que yo el progreso de la razón en sus avances hacia el cristianismo racional. Cuando hayamos eliminado la jerga incomprensible de la aritmética trinitaria, que tres son uno y uno es tres; cuando hayamos derribado el andamio artificial, levantado para ocultar la simple estructura de Jesús; cuando, en resumen, hayamos desaprendido todo lo que se ha enseñado desde Su día, y volvamos a las doctrinas puras y simples que el inculcó, entonces seremos verdadera y dignamente sus discípulos; y mi opinión es que si nunca se hubiera agregado nada a lo que fluía puramente de sus labios, el mundo entero en este día habría sido cristiano. Sé que el caso que cita, del Dr. Drake, ha sido común. Los creadores de religiones han distorsionado y deformado tanto las doctrinas de Jesús, tan ahogado en misticismos, fantasías y falsedades, las han caricaturizado en formas tan monstruosas e inconcebibles, que conmocionan a los pensadores razonables, los rebelan contra el todo y los empujan. precipitadamente declarar a su Fundador un impostor. Si nunca hubiera habido un comentarista, nunca habría habido un infiel... Tengo pocas dudas de que todo nuestro país pronto se unirá a la unidad del Creador y, espero, también a las puras doctrinas de Jesús.

Jefferson una vez le escribió al ministro de la Primera Iglesia Parroquial (Unitaria) en Portland, Maine, pidiendo servicios para él y un pequeño grupo de amigos. La iglesia respondió que no tenía clero para enviar al sur. En una carta de 1825 a Waterhouse, Jefferson escribió:
Estoy ansioso por ver que la doctrina de un dios comience en nuestro estado. Pero la población de mi vecindario es demasiado escasa y está demasiado dividida en otras sectas para mantener bien a un predicador. Por lo tanto, debo estar contento de ser un unitario por mí mismo, aunque sé que hay muchos a mi alrededor que lo serían, si una vez pudieran escuchar las preguntas formuladas con justicia.
Cuando los seguidores de Richard Price y Priestley comenzaron a debatir sobre la existencia del libre albedrío y el alma (Priestley había adoptado la posición materialista), Jefferson expresó sus reservas de que los unitarios consideraban importante discutir la doctrina entre sí. En 1822 puso a los cuáqueros como un ejemplo para que los emularan.
En la época de Jefferson, el unitarismo se consideraba generalmente una rama del cristianismo. Originalmente cuestionaba la doctrina de la Trinidad y la preexistencia de Cristo. Durante el período 1800-1850, el unitarismo también comenzó a cuestionar la existencia de milagros, la inspiración de las Escrituras, y el nacimiento virginal de Jesús, aunque todavía no La resurrección de Jesús. El unitarismo contemporáneo ya no implica la creencia en una deidad; algunos unitarios son teístas y otros no. Los unitarios modernos consideran a Jefferson como un alma gemela y una figura importante en su historia. los Famous UUs  dicen:

Como muchos otros de su tiempo (murió solo un año después de la fundación del unitarismo institucional en Estados Unidos), Jefferson era un unitario en teología, aunque no en la membresía de la iglesia. Nunca se unió a una congregación unitaria: no había ninguna cerca de su casa en Virginia durante su vida. Asistía con regularidad a la iglesia de Joseph Priestley en Pensilvania cuando estaba cerca, y dijo que la teología de Priestley era la suya propia, y no hay duda de que Priestley debería ser identificado como unitario. Jefferson siguió siendo miembro de la congregación episcopal cerca de su casa, pero se apartó de los pedidos para convertirse en padrino de niños, porque no estaba lo suficientemente de acuerdo con la teología trinitaria. Su obra, la Biblia de Jefferson, fue unitaria en teología ...